# Oxymitraceae
Oxymitraceae là một họ rêu trong bộ Marchantiales.